# Mokscha (Volk)

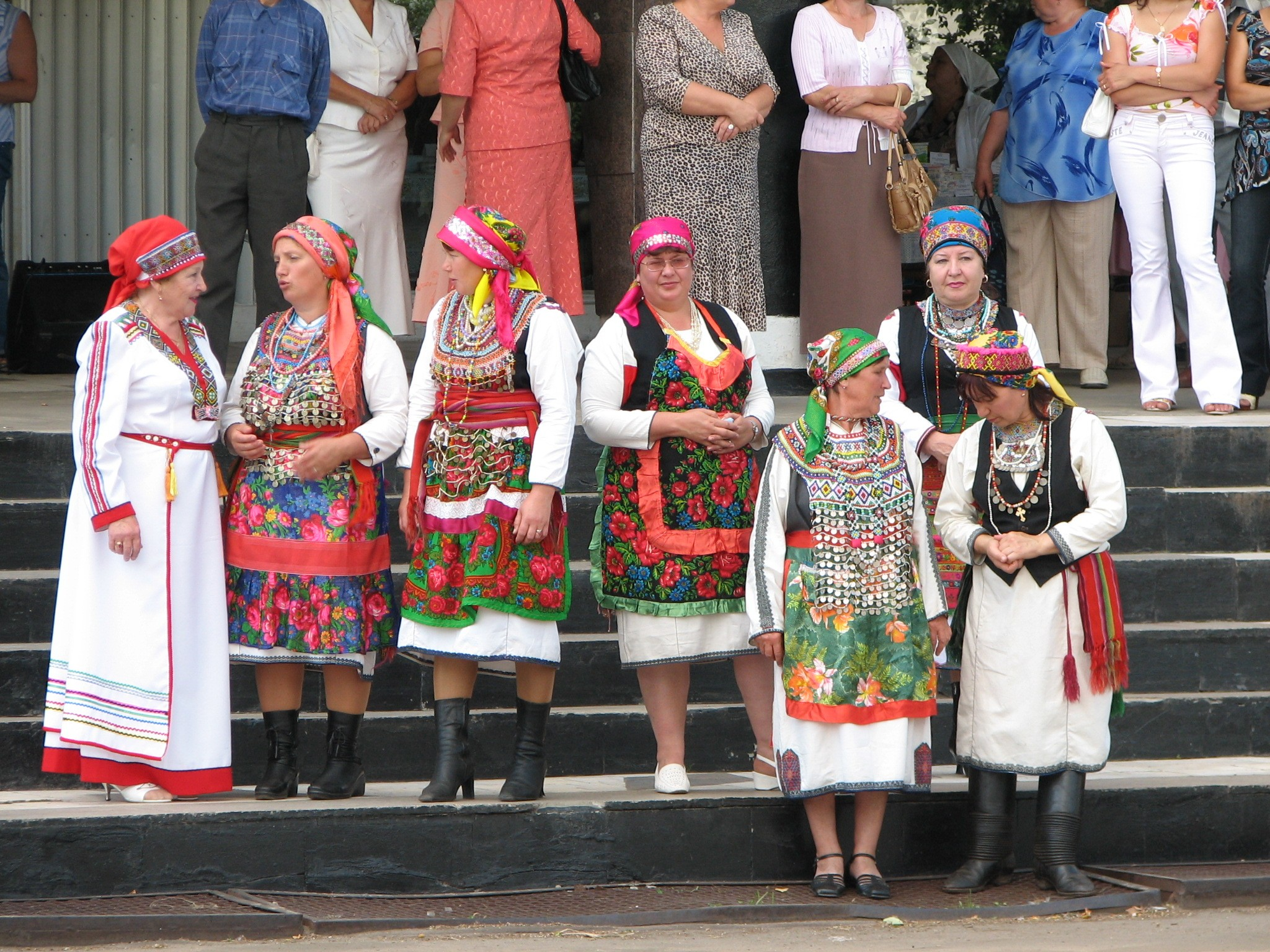
Mokschanische Frauen in traditioneller Kleidung

Die Mokscha (historisch Mokscha-Mordwinen) sind ein Volk in Russland, hauptsächlich in der Republik Mordwinien. Sie gehören zu den Wolga-Finnen.
Die Mokscha werden von einigen Ethnologen als die kleinere der beiden Hauptgruppen der Mordwinen angesehen (die größere sind die Ersja), während andere davon ausgehen, dass es sich um zwei unterschiedliche Völker handelt. Entsprechend gilt die mokschanische Sprache entweder als Dialekt des Mordwinischen, oder aber als eigene Sprache.
Bei der russischen Volkszählung 2002 gaben 49.624 Menschen Mokscha als Nationalität an, das sind 5,9 % der Mordwinen (bei 10,0 % Ersja und 84,1 %, die nicht nach diesen Gruppen spezifizierten). 96 % der Menschen, die explizit Mokscha als Nationalität angegeben haben, leben in der Republik Mordwinien; von allen Mordwinen zusammengenommen leben nur 34 % in Mordwinien. Von den Einwohnern Mordwiniens zählen sich 5,3 % zu den Mokscha (bei 8,9 % Ersja, 17,7 % Mordwinen unspezifiziert).
Um 99 % sowohl der Mokscha, als auch der Mordwinen insgesamt beherrschen die russische Sprache. Einen der mordwinischen Dialekte (bzw. Sprachen) sprechen knapp 73 % aller Mordwinen in Russland, in Mordwinien selbst knapp 85 %.